# أحمد عبادي
أحمد عبادي (ولد سنة 1380هـ بمدينة سطات) هو الأمين العام للرابطة المحمدية للعلماء.

## الـتكويـن
- 2002 : دكتوراه الدولة في الدراسات الإسلامية، ميزة حسن جدا، جامعة القاضي عياض بمراكش
- 1999 شهادة التأهيل للتدريس باللغة الإنجليزية في الجامعات الأمريكية -اللجنة المغربية الأمريكية للتبادل التربوي والثقافي – الرباط
- 1996 - 1998 : دراسات عليا في تاريخ الأديان بجامعة السوربون، باريس 4 – فرنسا
- 1991 : دبلوم الدراسات العليا، ميزة حسن جدا من كلية الآداب والعلوم الإنسانية التاابعة لجامعة القاضي عياض في مراكش.
- 1986 : الإجازة في الدراسات الإسلامية (الرتبة الأولى في الشعبة) من كلية الآداب الإنسانية عين الشق (جامعة الحسن الثاني) بالدار البيضاء.
- 1986 دبلوم الدراسات الجامعية العليا في الدراسات الإسلامية، ميزة حسن جدا (سلك تكوين المكونين) من كلية الآداب والعلوم الإنسانية بجامعة محمد الخامس الرباط[1]
- 1979 : باكالوريا علوم تجريبية

## التدريس
- 2002 : أستاذ زائر بالجامعة الإسلامية في روتردام بهولندا ابتداء من دجنبر 2002.
- 2002 : عضو مجلس جامعة القاضي عياض
- 2000 : أستاذ زائر بجامعة شيكاغو في الولايات المتحدة الأمريكية
- 2000 : أستاذ مؤطر لبرنامج الدراسات الإسلامية لطلبة جامعة بمينيسوتا – الولايات المتحدة الأمريكية – بجامعة القاضي عياض – مراكش.
- 1999 - 2000 : عالم زائر مقيم في إطار برنامج Fulbright بجامعة DePaul –شيكاغو- الولايات المتحدة الأمريكية بشعبتي التاريخ.
- 1994 حتى الآن: أستاذ علم اجتماع إفريقيا الشمالية ضمن برنامج التعاون بين جامعة القاضي عياض بمراكش وجامعة DePAUL بشيكاغو
- 1992 - 1994 : رئيس شعبة الدراسات الإسلامية – جامعة القاضي عياض – كلية الآداب والعلوم الإنسانية – مراكش
- 1988 - 2003 : أستاذ تاريخ الأديان المقارن والتفسير بشعبة الدراسات الإسلامية ومادة Islamic Thought بشعبة الأدب الإنجليزي بجامعة القاضي عياض – كلية الآداب والعلوم الإنسانية مراكش

## الكتب المنشورة
- الإسلام وهموم الناس – ضمن سلسلة «كتاب الأمة» بقطر 2006
- منهج ابن الجوزي في التفسير من خلال زاد المسير في علم التفسير -مكتبة التراث الإسلامي – القاهرة – مصر 2007
- مفهوم الترتيل في القرآن الكريم: النظرية والمنهج، مطبعة أبي رقراق، الرباط 2007
- الوحي والإنسان: نحو استئناف التعامل المنهاجي مع الوحي نشر دار النيل 2013
- المسلمون، حقوق الإنسان، والعالم: قراءة في المستلزمات المعرفية، والمقتضيات السياقية، وآليات التعاطي (قيد الطبع)
- عدة مقالات علمية باللغات العربية والإنجليزية والفرنسية، منشورة بمجلات محكمة، وطنية ودولية.

## الأنشطة العلمية
- عضو دائرة الرباط العلمية، جامعة محمد الخامس، الرباط.
- عضو منتدى الحكمة للمفكرين، الرباط.
- مستشار بجمعية الإمام مالك للبحث في العلوم الإسلامية، مراكش.
- الكاتب العام للجمعية المغربية للدراسات والبحث، مراكش.
- Associate Member of the Middle East Studies Center بجامعة شيكاغو، الولايات المتحدة الأمريكية
- عضو هيئة تحرير مجلة The Journal Of Islamic Law and Culture شيكاغو، الولايات المتحدة الأمريكية.
- مدير مجلات الرابطة المحمدية للعلماء:
  - «الإحياء»: تعنى بالعلوم الشرعية وقضايا الفكر الإسلامي؛
  - «مرآة التراث»: تعنى بالتراث العربي الإسلامي وقضاياه المتشعبة؛
  - «الغنية»: تعنى بقضايا المذهب المالكي والعقيدة الأشعرية والسلوك السني؛
  - «قوت القلوب»: تعنى بقضايا التصوف السني؛
  - «الدليل»: تعنى بتاريخ العلوم في الحضارة الإسلامية؛
  - «الترتيل»: تعنى بالقرآن الكريم وعلومه؛
  - «الصفوة»: تعنى بالدراسات في تاريخ الصحابة والتابعين؛
  - «الإبانة» متخصصة في دراسات العقيدة الاشعرية
  - «أيمن ونهى»: تعنى بقضايا الطفل وتربية النشء.
  - «نصر وبسمة» تعنى بقضايا النشء اليافعين
  - مدير عام بوابة www.arrabita.ma

## أنشطة ثقافية مختلفة
- 1995 تأسيس برنامج THE NORTH AFRICAN SOCIOLOGY للتعاون بين جامعة القاضي عياض مراكش وجامعة DePAUL بالولايات المتحدة الأمريكية
- 1999 تأسيس برنامج ثقافي إسلامي بكوت ديفوار تحت الرعاية السامية لصاحب الجلالة الملك الحسن الثاني رحمه الله والرئيس الإفواري الأسبق هنري كونان بيديي (توقف البرنامج نتيجة الانقلاب العسكري في السنة نفسها).
- 1999 عضو شبكة الخبراء الداعمة للجنة الملكية الخاصة بالتربية والتكوين وعضو اللجنة المصغرة لمتابعة أشغال اللجنة المذكورة
- 2000 عضو لجنة تنظيم المعرض الموسع (3 أشهر) لاستكشاف الثقافات الإسلامية بجامعة DePAUL بشيكاغو، الولايات المتحدة الأمريكية
- 1999 - 2000 برنامج أسبوعي بالإذاعة الجهوية بمراكش والإذاعة الوطنية تحت عنوان أمثال وحكم شارك في برامج تلفزية بعدد من القنوات الوطنية والدولية
- 2006 عضو مؤسس لشبكة شهامة بالمنطقة العربية لمكافحة الإدمان وداء الإيدز
- 2001 برنامج تلفزي يذاع مرتين في الأسبوع بالإذاعة الجهوية لمراكش تحت عنوان: أنوار من السنة
- 2003 - 2010 : برنامج «بصائر من القرآن» في تفسير القرآن، يبث يوميا على القناة الأولى المغربية
- 2007-2012 : برنامج إذاعي مباشر يذاع كل يوم خميس مساء على المحطة الإذاعية الوطنية

## المناصب الإدارية
- 2003-2004 : عضو المجلس الأعلى للاتصال السمعي البصري
- 30 أبريل 2004 : مدير الشؤون الإسلامية بوزارة الأوقاف والشؤون الإسلامية
- 2006 : عضو المجلس الأعلى للتعليم،
- 22 نونبر 2006 : الأمين العام للرابطة المحمدية للعلماء[2]
- 2007 : عضو المجلس الوطني لحقوق الإنسان، ورئيس مجموعة عمل النهوض بثقافة حقوق الإنسان، وعضو مكتب المجلس
- 2008: رئيس لجنة الاستراتيجيات وبرامج الإصلاح، وعضو مكتب المجلس
- 2011 : عضو المجلس الاقتصادي والاجتماعي والبيئي، ورئيس لجنة الثقافة والتكنولوجيات الحديثة، وعضو مكتب المجلس
- 2015: عضو المجلس الأعلى لـمؤسسة محمد السادس للعلماء الأفارقة[3]